# Gerald Stourzh
Gerald Stourzh (* 15. Mai 1929 in Wien) ist ein österreichischer Historiker, der sich vor allem mit der Neueren Geschichte vom 18. bis zum 20. Jahrhundert, speziell mit Geschichte Nordamerikas, Geschichte der Habsburgermonarchie und der Republik Österreich, der politischen Ideengeschichte, der Verfassungsgeschichte und insbesondere der Geschichte der Menschenrechte beschäftigt. Als Professor lehrte er von 1964 bis 1969 an der Freien Universität Berlin und ab 1969 bis zu seiner Emeritierung 1997 an der Universität Wien.

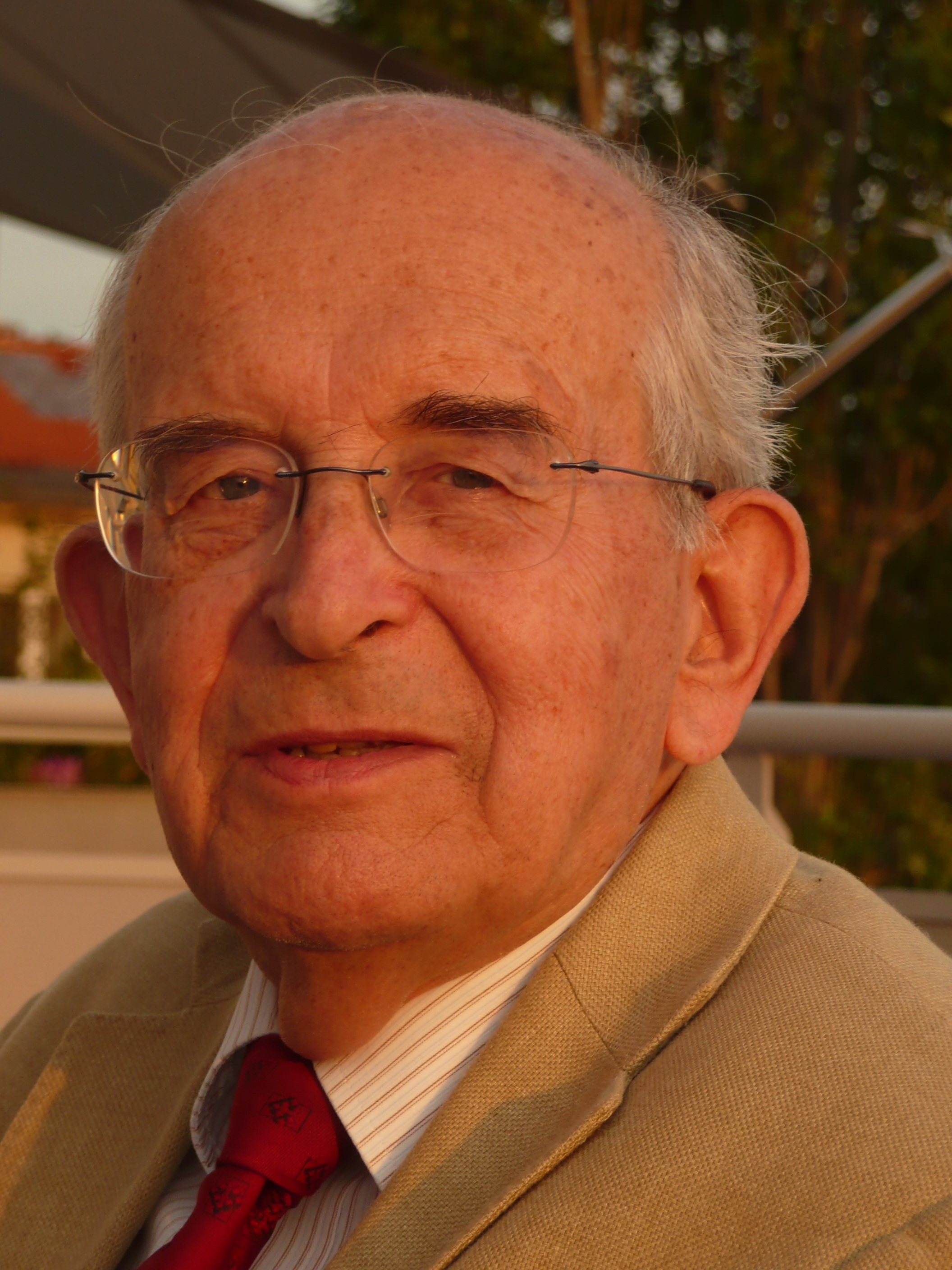
Gerald Stourzh, 2008

## Leben
Gerald Stourzh wurde 1929 als Sohn von Herbert und Helene Stourzh (geborene Anderle) in Wien geboren. Beide Eltern waren bürgerlich-liberale Akademiker (Vater evangelisch, Mutter katholisch); er selbst ist evangelisch.
Seine Mutter, Gynäkologin, wurde bereits 1915 promoviert. Der Vater, der Philosophie studiert und ebenfalls promoviert hatte, war von Beruf Beamter der niederösterreichischen Landesregierung. Bereits 1934 warnte Herbert Stourzh vor den Gefahren des „Nationalbestialismus“, wie er den Nationalsozialismus nannte. Nach dem Anschluss Österreichs bekam Herbert Stourzh Probleme mit der Gestapo, die ab 1940 gegen ihn ermittelte; härteren Schikanen entging er wahrscheinlich nur durch seinen Krebstod 1941. Der Antirassismus und Antinationalsozialismus seines Vaters prägten Gerald Stourzh zeitlebens stark.
Wie Gerald Stourzh 2009 schrieb, verdankt er seinen Eltern zwei kostbare Dinge: „erstens den unbedingten Respekt vor wissenschaftlicher, geistiger Arbeit in intellektueller Redlichkeit; und zweitens den unbedingten Respekt vor der menschlichen Person, vor dem Primat des einzelnen Menschen gegenüber überindividuellen Ganzheiten, ob Staat oder Stand oder Volk oder Rasse.“
1947 erfolgte die Matura an einem humanistischen Gymnasium in Wien. Stourzh studierte acht Semester Geschichte, zunächst an der Universität Wien. Für das Sommersemester 1949 ging er an die Universität Clermont-Ferrand und für das Studienjahr 1949/50 an die University of Birmingham. In Wien beeindruckten ihn die Vorlesungen u. a. von Heinrich Benedikt und Hugo Hantsch, doch beeinflussten ihn wichtige Bücher, etwa von Friedrich Meinecke und Josef Redlich stärker als die genannten Hochschullehrer. 1951 wurde er promoviert an der Universität Wien bei Benedikt mit der Arbeit Die Entwicklung der Ersten Kammer in der österreichischen Verfassung. Das verfassungs- und rechtsgeschichtliche Interesse hat Stourzh sein Leben lang begleitet. Zwei seiner Vorfahren väterlicher- und mütterlicherseits waren Richter.
Noch 1951 erhielt er eine Einladung des an der Universität Chicago lehrenden Politologen Hans Joachim Morgenthau, als Forschungsassistent an das von Morgenthau neu gegründete Center for the Study of American Foreign Policy der Universität Chicago zu gehen. Als einziger Historiker in diesem Institut erhielt Stourzh den Auftrag, ein Buch über Benjamin Franklin zu verfassen. Als Folge der Wiener Promotion wurde seine Position zu jener eines „Research Associate“ zunächst im Rang eines Instruktors und dann eines Assistant Professors aufgewertet. Zunächst für ein Jahr verpflichtet, blieb Stourzh schließlich bis zum Sommer 1958 in Chicago – von 1951 bis 1953 als Research Associate, von 1953 bis 1954 als William Rainey Harper Fellow im Department of History, von 1954 bis 1956 neuerlich als Research Associate an der Universität, von 1956 bis Ende 1957 als Research Associate an der American Foundation of Political Education, und 1958 wieder an der Universität. Während dieser Jahre verfolgte Stourzh auch Studien an der Universität in Geschichte und Politikwissenschaft sowie im „Committee on Social Thought“, u. a. bei den Professoren Leo Strauss, Friedrich von Hayek, Quincy Wright und Hans Rothfels. Ein Stourzh besonders beeindruckender Historiker war der in Europa kaum bekannte William T. Hutchinson, in dessen Seminar über amerikanische Historiographie Stourzh eine Arbeit über Charles Beard schrieb, die 1957 publiziert wurde.
Der wichtigste Ertrag der Chicagoer Jahre war das Buch Benjamin Franklin and American Foreign Policy, das im Verlag der University of Chicago Press im Frühjahr 1954 herauskam. Es erhielt 1955 den Preis des American Institute of Early American History and Culture für das beste im Jahr 1954 veröffentlichte Buch auf dem Gebiet der früheren amerikanischen Geschichte. In der Preisurkunde heißt es u. a. “...you have given us his wisdom where he would most want us to have it, in our relation with the rest of the world. It is fitting that you, born and educated in Austria, should have crossed the Atlantic to teach this lesson.” Das Franklin-Buch wurde 1962 als Habilitationsschrift an der Universität Wien vorgelegt. Weitere Erträge der Chicagoer Jahre sind mehrere Veröffentlichungen der American Foundation of Political Education, bei welchen Stourzh Mitherausgeber war. Darüber hinaus entstand die erste Fassung eines Buches über Alexander Hamilton; das Buch erschien 1970 unter dem Titel Alexander Hamilton and the Idea of Republican Government im Verlag der Stanford University Press.
Nach Ablehnung eines Rufes auf eine einjährige Gastprofessur an der University of California, Berkeley kehrte Stourzh im Juni 1958 nach Wien zurück, um die Österreichische Gesellschaft für Außenpolitik und internationale Beziehungen aufzubauen, deren Generalsekretär er bis Jänner 1962 blieb. 1962 erfolgte die Habilitation für Neuere Geschichte an der Universität Wien und auf Anregung Bruno Kreiskys der Eintritt in das Außenministerium, wo Stourzh das Referat für den Europarat übernahm. 1963 bekam Stourzh einen Ruf der Freien Universität Berlin auf eine Professur für neuere Geschichte mit besonderer Berücksichtigung der amerikanischen Geschichte, verbunden mit der Leitung der Abteilung für amerikanischen Geschichte am dort neugeschaffenen John-F.-Kennedy-Institut für Nordamerikastudien. Stourzh blieb an der Freien Universität, unterbrochen durch einen Forschungsaufenthalt in Princeton, bis 1969, als er eine Professur für Geschichte der Neuzeit an der Universität Wien (als Nachfolger von Friedrich Engel-Jánosi) antrat, wo er bis zu seiner Emeritierung 1997 verblieb. In Wien konzentrierte sich die Forschungstätigkeit Stourzh’s auf die Nationalitätenprobleme in der Habsburgermonarchie etwa im Zeitraum 1848–1918 mit dem wichtigsten Ergebnis des Buches Die Gleichberechtigung der Nationalitäten in der Verfassung und Verwaltung Österreichs 1848–1918 (1985) sowie auf die Entstehungsgeschichte des Staatsvertrags und der Neutralität und die Beendigung der Ost-West-Besetzung Österreichs von 1943 bis 1955. Das wichtigste Ergebnis war eine zwischen 1975 und 2005 auf fünf stetig erweiterte Auflagen anwachsende, unter verschiedenen Titeln publizierte Staatsvertragsgeschichte. Seit den 1990er Jahren befasst er sich, auf früheren Arbeiten aufbauend, mit der Geschichte der Menschen- und Bürgerrechte in der westlichen Welt.
Stourzh war 1967/68 Member des Institute for Advanced Study in Princeton. Seit einem Forschungsaufenthalt 1976 ist er Overseas Fellow des Churchill College an der Universität Cambridge.
Stourzh heiratete 1962 in Wien die im Jahr 2004 verstorbene Juristin Christiane Klingsland, eine Feministin, die sich ihr Leben lang für die Rechte der Frauen einsetzte. Aus der Ehe stammen drei Töchter. Seit 2011 war er mit Marie-Luise Deskovic (* 8. August 1937; † 10. Januar 2016) verheiratet.
Stourzh hat in seiner Jugend auch eine Interpretation von Albert Camus’ Roman Der Fall verfasst.
Stourzh war in der Mittelschule in Wien Klassenkamerad von René Clemencic in Wien.

## Ehrungen
- 1955: Preis für das beste Buch auf dem Gebiet der Früheren Amerikanischen Geschichte des Institute for Early American History and Culture
- 1974: Korrespondierendes Mitglied der Österreichischen Akademie der Wissenschaften
- 1976: Overseas Fellow des Churchill College an der Universität Cambridge
- 1983: Wirkliches Mitglied der Österreichischen Akademie der Wissenschaften
- 1987: Kardinal-Innitzer-Preis (Würdigungspreis für Geisteswissenschaften)
- 1988: Fellow of the Royal Historical Society, London
- 1989: Ehrendoktorat der Rechtswissenschaften, Universität Graz
- 1989: Großes Silbernes Ehrenzeichen für Verdienste um die Republik Österreich
- 1992: Doctor of Humane Letters h. c., The University of Chicago
- 1994: Großes Goldenes Ehrenzeichen des Landes Steiermark
- 1994: Goldenes Ehrenzeichen für Verdienste um das Land Wien
- 1997: Chevalier de l’ordre „Arts et Lettres“ de la République française
- 1998:Anton-Gindely-Preis für Publikationen zu Kultur, Geschichte und Integration in Mittel-, Ost und Südosteuropa
- 1999: Chevalier des Ordens „Oranien-Nassau“ des Königreichs der Niederlande, 1999
- 2000: Karl-von-Vogelsang-Staatspreis für Geschichte der Gesellschaftswissenschaften des Bundesministeriums für Wissenschaft und Kunst
- 2004: Preis der Stadt Wien für Geistes- und Sozialwissenschaften
- 2009: Wissenschaftspreis der Margaretha Lupac-Stiftung für Parlamentarismus und Demokratie
- 2009: Kardinal-Innitzer-Preis (Großer Preis)
- 2009: Gründung der jährlichen Gerald Stourzh-Vorlesungen für Geschichte der Menschenrechte und Demokratie der historisch-kulturwissenschaftlichen Fakultät der Universität Wien aus Anlass des 80. Geburtstages 2009[11]

## Werke (Auswahl)
Autor
- Benjamin Franklin and American Foreign Policy. University of Chicago Press, Chicago 1954, 2. Aufl. 1969.
- Alexander Hamilton and the Idea of Republican Government. Stanford University Press, 1970.
- Vom Widerstandsrecht zur Verfassungsgerichtsbarkeit. Graz 1974.
- Kleine Geschichte des Österreichischen Staatsvertrags. Styria, Graz 1975, ISBN 3-222-10862-5. Zweite erw. Auflage unter dem Titel Geschichte des Staatsvertrages 1945–1955. Styria, Graz 1980, ISBN 3-222-11282-7. Dritte Auflage.(„Studienausgabe“ mit einem „Nachwort 1985“) Graz 1985, ISBN 3-222-11621-0. Vierte, völlig überarbeitete und wesentlich erweiterte Auflage. unter dem Titel Um Einheit und Freiheit. Staatsvertrag, Neutralität und das Ende der Ost-West-Besetzung Österreichs 1945–1955. Böhlau, Wien u. a. 1998, ISBN 3-205-98383-1. 6. gründlich überarbeitete u. erweiterte Neuauflage (mit Wolfgang Mueller) unter dem Titel Der Kampf um den Staatsvertrag 1945-1955, Ost-West-Besetzung, Staatsvertrag und Neutralität Österreichs. Böhlau, Wien/Köln 2020, ISBN 978-3-205-20624-8.
- Die Gleichberechtigung der Nationalitäten in der Verfassung und Verwaltung Österreichs 1848–1918. Verlag der Österreichischen Akademie der Wissenschaften, Wien 1985, ISBN 3-7001-0680-7.
- Wege zur Grundrechtsdemokratie. Studien zur Begriffs- und Institutionengeschichte des liberalen Verfassungsstaates. Böhlau, Wien u. a. 1989, ISBN 3-205-05218-8.
- Vom Reich zur Republik. Studien zum Österreichbewußtsein im 20. Jahrhundert. Edition Atelier, Wien 1990, ISBN 3-900379-50-5.
- Begründung und Bedrohung der Menschenrechte in der europäischen Geschichte. Verlag der Österreichischen Akademie der Wissenschaften, Wien 2000, ISBN 3-7001-2928-9.
- 1945 und 1955. Schlüsseljahre der Zweiten Republik. StudienVerlag, Innsbruck 2005, ISBN 3-7065-4160-2.
- From Vienna to Chicago and Back. Essays on Intellectual History and Political Thought in Europe and America. University of Chicago Press, Chicago 2007, ISBN 978-0-226-77636-1.
- Spuren einer intellektuellen Reise. Drei Essays. Böhlau, Wien u. a. 2009, ISBN 978-3-205-78358-9.
- Der Umfang der österreichischen Geschichte. Ausgewählte Studien 1990–2010.  Böhlau, Wien u. a. 2011, ISBN 978-3-205-78633-7.
- Die moderne Isonomie. Menschenrechtsschutz und demokratische Teilhabe als Gleichberechtigungsordnung. Böhlau, Wien-Köln-Weimar u. a. 2015, ISBN 978-3-205-20095-6. Englische Übersetzung: The University of Chicago Press, Chicago 2021.

Mitherausgeber und Mitautor
- Mit Anna Maria Drabek und Mordechai Eliav, Prag/Czernowitz/Jerusalem: Der österreichische Staat und die Juden vom Zeitalter des Absolutismus bis zum Ende der Monarchie (= Studia Judaica Austriaca, Bd. 10), Eisenstadt 1984, ISBN 3-85374-071-5. (darin: Stourzh: Galten die Juden als Nationalität Altösterreichs?).
- Mit Margarete Grandner: Historische Wurzeln der Sozialpartnerschaft. Oldenbourg,  München 1986, ISBN 3-486-52971-4 (darin: Stourzh: Zur Institutionengeschichte der Arbeitsbeziehungen und der sozialen Sicherung – eine Einführung).
- Mit Friedrich Koja: Schweiz-Österreich. Ähnlichkeiten und Kontraste. Böhlau, Wien u. a. 1986, ISBN 3-205-08902-2 (darin: Stourzh: Wandlungen des Österreichbewusstseins im 20. Jahrhundert und das Modell der Schweiz).
- Mit Erhard Busek: Nationale Vielfalt und gemeinsames Erbe in Mitteleuropa. Oldenbourg, München 1990, ISBN 3-486-55883-8 (darin: Stourzh: Der Anton Gindely-Preis für Geschichte der Donaumonarchie sowie Die Idee der nationalen Gleichberechtigung im alten Österreich).
- Mit Birgitta Zaar: Österreich, Deutschland und die Mächte. Internationale und österreichische Aspekte des „Anschlusses“ vom März 1938. Verlag der Österreichischen Akademie der Wissenschaften, Wien 1991, ISBN 3-7001-1714-0 (darin: Stourzh: Die Außenpolitik der österreichischen Bundesregierung gegenüber der nationalsozialistischen Bedrohung).
- Mit Richard G. Plaschka und Jan Paul Niederkorn: Was heißt Österreich? Inhalt und Umfang des Österreichbegriffs vom 10. Jahrhundert bis heute. Verlag der Österreichischen Akademie der Wissenschaften, Wien 1995, 2. unveränderte Auflage. 1996, ISBN 3-7001-2232-2 (darin: Stourzh: Erschütterung und Konsolidierung des Österreichbewusstseins. Vom Zusammenbruch der Habsburgermonarchie zur Zweiten Republik).
- Mit Barbara Haider und Ulrike Harmat: Annäherungen an eine europäische Geschichtsschreibung. Verlag der Österreichischen Akademie der Wissenschaften, Wien 2002, ISBN 3-7001-3070-8 (darin: Stourzh: Statt eines Vorworts: Europa, aber wo liegt es?).
- Mit Arnold Suppan und Wolfgang Mueller: Der österreichische Staatsvertrag. Internationale Strategie, rechtliche Relevanz, nationale Identität. Verlag der Österreichischen Akademie der Wissenschaften, Wien 2005, ISBN 3-7001-3537-8 (darin: Stourzh: Der österreichische Staatsvertrag in den weltpolitischen Entscheidungsprozessen des Jahres 1955).